# Andrew Johnson
Andrew Johnson (Raleigh, 29 dicembre 1808 – Elizabethton, 31 luglio 1875) è stato un politico e militare statunitense.
Johnson fu eletto nel 1865 come vicepresidente di Abraham Lincoln e gli succedette alla massima carica quando il suo predecessore fu assassinato, diventando il 17º Presidente degli Stati Uniti d'America. Johnson è ritenuto dalla maggior parte degli storici tra i peggiori presidenti degli Stati Uniti d'America, a causa della forte opposizione ai diritti federalmente garantiti agli ex-schiavi, ai frequenti scontri con il Congresso, per cui subì un processo per impeachment e per una generale inefficacia come presidente.

## Biografia

### Primi anni
Andrew Johnson nacque il 29 dicembre 1808 a Raleigh, nella Carolina del Nord, da una famiglia molto povera, Jacob Johnson (1778–1812) e Mary "Polly" McDonough (1783–1856). Rimasto orfano del padre a quasi 4 anni, il piccolo Andrew rimase con la madre; non frequentò mai la scuola, cominciando a lavorare come apprendista sarto, trasferendosi in varie località degli Stati Uniti finché, divenuto sarto egli stesso, nel settembre del 1826 si stabilì nel Tennessee, a Greeneville.
Qui conobbe Eliza McCardle, figlia di un fabbricante di scarpe, la quale contribuì a migliorare le sue conoscenze e in seguito, il 17 maggio 1827, divenne sua moglie. Dall'unione nacquero cinque figli: Martha Johnson Patterson (1828–1901), Charles Johnson (1830–1863), Mary Johnson Stover Brown (1832–1883), Robert Johnson (1834–1869), Andrew Johnson, Jr. (1852–1879).

### L'inizio della carriera politica
Ben presto, Johnson incominciò ad occuparsi di politica proprio nel Tennessee, militando nelle file dei democratici e schierandosi contro i grandi proprietari terrieri che ancora mantenevano la schiavitù. Pur essendo i suoi avversari schiavisti confluiti nel Partito Democratico, egli rimase all'interno del partito, anche se mantenendo una posizione moderata sul problema schiavistico. Dal 1843 al 1853 fu deputato democratico al Congresso federale, per poi venire eletto governatore del Tennessee, carica che mantenne dal 17 ottobre 1853 al 3 novembre 1857, finché vinse le elezioni per il Senato federale, dove rimase fino al 1862.
Sudista moderato, Johnson mantenne una posizione cauta sul problema della schiavitù, temendo che l'Unione si spezzasse in due parti: per tale motivo, quando nel febbraio del 1861 alcuni Stati sudisti si separarono dagli Stati Uniti dopo l'elezione alla presidenza di Abraham Lincoln, noto per le sue idee abolizioniste, fu l'unico rappresentante sudista a continuare a partecipare al Congresso anche dopo lo scoppio della Guerra di secessione americana.
Probabilmente per questo motivo il presidente Lincoln lo nominò, il 12 marzo 1862, governatore militare di quella parte del Tennessee occupata dalle truppe nordiste, dove Johnson ristabilì il governo federale, contribuendo, dopo il proclama di emancipazione del 1º gennaio 1863, anche all'abolizione della schiavitù nei territori di sua pertinenza.

#### L'elezione a vice presidente
Fu così che, per via della sua origine sudista e per la sua opera di governatore, Lincoln lo scelse come il suo compagno di corsa per il suo secondo mandato nel National Union ticket da lui proposto. Dopo la vittoria alle elezioni presidenziali del novembre del 1864, in cui Lincoln venne rieletto, Johnson divenne vicepresidente degli Stati Uniti d'America.

### Presidente degli Stati Uniti

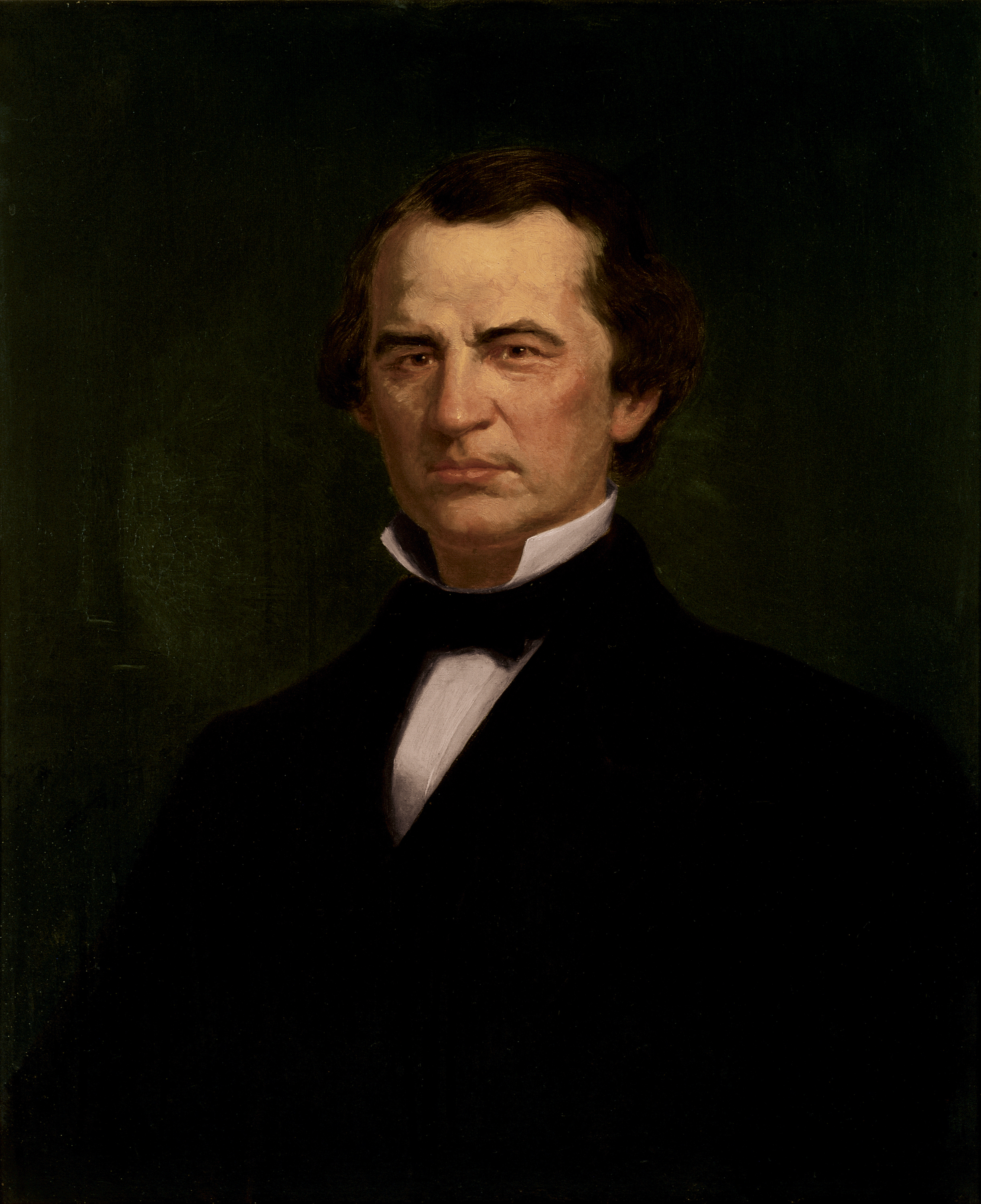
Ritratto del presidente Andrew Johnson

La sera del 14 aprile 1865 il presidente Lincoln venne ferito mortalmente al Ford's Theatre di Washington da un fanatico sudista, spirando la mattina dopo: di conseguenza Johnson divenne presidente degli Stati Uniti.
Il nuovo presidente tentò di favorire un rapido rientro nell'Unione degli Stati secessionisti e di pacificarne gli animi in nome della concordia nazionale, senza quindi imporgli la tutela dei diritti degli afroamericani ex schiavi. Johnson non aveva l'energia, l'appoggio politico e il prestigio del predecessore e subì numerosi attacchi dai radicali del Nord, come Edwin McMasters Stanton e Thaddeus Stevens. Il suo piano si scontrava con quello del Congresso, largamente dominato dal Partito Repubblicano, che era a favore di un'espansione dei diritti per gli afroamericani ed era dunque incline a mantenere almeno per il momento sotto controllo militare federale gli Stati secessionisti.
Al termine della guerra di secessione, Johnson riuscì solo a promulgare un'amnistia per i partecipanti alla secessione e a proporre al Congresso la nomina di una commissione per la ricostruzione del Sud. Tuttavia Johnson si scontrò più volte con l'assemblea parlamentare statunitense, ponendo il veto presidenziale a numerose leggi che, secondo lui, avrebbero potuto esacerbare gli animi dei sudisti, spesso senza riuscirci. Infatti una legge del 1866 ristrutturò profondamente l'esercito, trasformandolo fondamentalmente in un organismo di polizia militare con compiti di controllo dell'ordine negli ex-Stati confederati e nei territori dell'Ovest.
I suoi oppositori gli impedirono di attuare diversi provvedimenti in favore del Sud. Sotto la sua presidenza venne ratificato, il 18 dicembre 1865, il XIII emendamento della Costituzione degli Stati Uniti d'America, già approvato dal Congresso prima dell'assassinio di Lincoln, mentre nel 1866 il Congresso approvò il Civil Rights Act (1866), nonostante il veto di Johnson, che concedeva la cittadinanza statunitense ai neri emancipati. Il Congresso, poi, approvò nel 1867 il Basic Reconstruction Act, una legge per la ricostruzione degli Stati del Sud, i quali, per essere riammessi nell'Unione, dovevano promulgare nuove costituzioni, convocare assemblee legislative elette a suffragio universale e ratificare il XIII emendamento della Costituzione.
Nello stesso anno venne emanato il Tenure of Office Act, il quale, nonostante il veto del presidente, impediva il licenziamento dei funzionari pubblici per motivi politici. Inoltre il 9 luglio 1868 il Congresso approvò il XIV emendamento della Costituzione degli Stati Uniti d'America, che, sempre per combattere la piaga della segregazione razziale, stabiliva il giusto processo e la clausola di eguale protezione nelle leggi di ciascuno Stato, indipendentemente dall'appartenenza etnica.
Un altro evento importante dell'amministrazione Johnson fu l'acquisto dell'Alaska, ceduta agli USA per 7.200.000 dollari dalla Russia, operazione condotta dal Segretario di Stato William H. Seward; inoltre, il 1º marzo 1867, il Nebraska entrò a far parte degli Stati dell'Unione. Johnson varò anche una legge sulla distribuzione delle terre ai pionieri che favorì la colonizzazione del Far West.
A causa dei continui contrasti sulla linea politica da seguire riguardo agli ex-Stati confederati, sulla loro occupazione militare, ed al trattamento da riservare alla classe politica di questi Stati, il presidente silurò il segretario della guerra Edwin M. Stanton e ciò provocò un processo per impeachment contro di lui. Il Congresso addusse come principale motivo la violazione del "Tenure of Office Act". Il contrasto tra Presidente e Congresso era comunque forte anche prima del processo per impeachment, come testimonia l'alto numero di veti posti dal presidente su leggi che spesso il Congresso riuscì comunque a far passare con la maggioranza di 2/3 prevista appositamente. Johnson tuttavia fu assolto il 16 maggio 1868, mancando un voto per raggiungere la maggioranza dei due terzi necessaria all'impeachment, grazie al voto del senatore repubblicano Edmund G. Ross, che si espresse così in opposizione alla linea del suo partito.

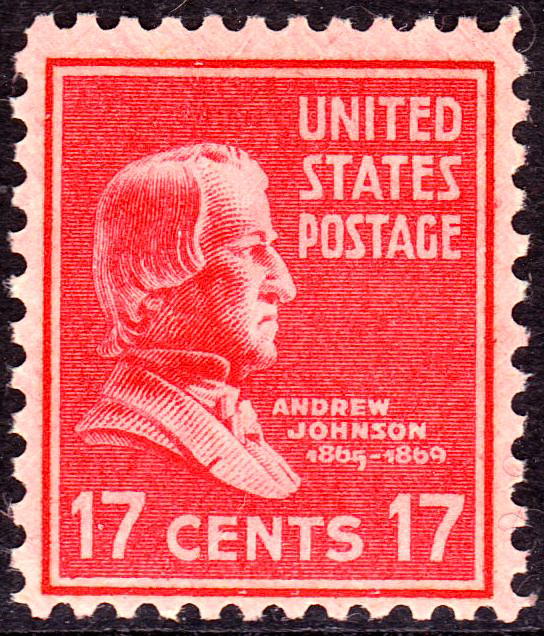
Francobollo da 17 centesimi raffigurante il presidente Andrew Johnson, 1939

### Ultimi anni
Il 4 marzo 1869, scaduta la carica, Johnson si ritirò a vita privata: dopo due tentativi falliti di elezione alla Camera e al Senato, nel 1875 fu eletto di nuovo senatore, a pochi mesi dalla morte, avvenuta il 31 luglio dello stesso anno a 66 anni. Le spoglie vennero sepolte presso il National Cemetery di Greeneville, nel Tennessee.
Fu uno dei tanti presidenti degli Stati Uniti membri della Massoneria.